# مری چیس (نمایش‌نامه‌نویس)
مری چیس (انگلیسی: Mary Chase؛ ۲۵ فوریهٔ ۱۹۰۶ – ۲۰ اکتبر ۱۹۸۱) یک فیلم‌نامه‌نویس، روزنامه‌نگار، و نمایش‌نامه‌نویس اهل ایالات متحده آمریکا بود.